# Седейлия (Миссури)
Седе́йлия (англ. Sedalia) — небольшой город в штате Миссури (США). Население согласно переписи 2010 года — 21 387 человек. Административный центр округа Петтис.
Город известен с середины XIX века. В 1890-х годах здесь жил известный афроамериканский композитор и музыкант, автор регтаймов Скотт Джоплин. 